# Scaphiophryne madagascariensis
Scaphiophryne madagascariensis ist eine Amphibienart aus der Familie der Engmaulfrösche (Microhylidae).

## Merkmale
Die Art erreicht eine Länge von 55 Millimetern. Die Körperoberseite ist olivenfarbig und weist große, dunkle, hell gesäumte Inselflecken auf, welche wiederum zahlreiche kleine helle Inselflecke umschließen. Die Unterseite ist weiß mit verstreuten schwärzlichen Punkten. Der Vorderkopf ist kurz und abgerundet. Der Canthus rostralis ist stumpf und die Zügelregion fällt schief ab und ist schwach vertieft. Der Interorbitalraum ist so breit wie ein oberes Augenlid. Das Trommelfell ist unsichtbar. Die Finger und Zehen sind mäßig lang und spitz. Der erste Finger ist geringfügig kürzer als der zweite. Die Zehen sind zu einem Drittel ihrer Länge durch Schwimmhaut verbunden. Die Subarticularhöcker sind sehr undeutlich ausgeprägt. Der mediale Metatarsalhöcker ist groß und schaufelförmig, ein lateraler Metatarsalhöcker fehlt. Bei nach vorn an den Körper angelegtem Hinterbein erreicht das Tarsometatarsalgelenk die Schulter. Die Haut ist oben glatt und unten schwach gekörnelt.

## Vorkommen
Scaphiophryne madagascariensis kommt in Madagaskar vom Ankaratra-Massiv bis zum Andringitra-Gebirge an der Ostseite der Gebirge in Höhenlagen von 1300 bis 2000 Meter vor. Dort ist sie sowohl in Wäldern wie auch oberhalb der Baumgrenze anzutreffen.

## Systematik
Die Art wurde 1882 von George Boulenger als Calophrynus madagascariensis erstbeschrieben. R. M. A. Blommers-Schlösser und C. P. Blanc stellten die Art 1991 in die Gattung Scaphiophryne.

## Gefährdung
Scaphiophryne madagascariensis wird von der IUCN als „Near Threatened“ (potenziell gefährdet) eingestuft.